# 하시 (음식)
하시(아르메니아어: Խաշ, 아제르바이잔어: xaş)는 아르메니아를 비롯한 남캅카스·중동 지역에서 먹는 쇠족 요리이다. 파차(아랍어: باجة, 불가리아어: пача), 파체(보스니아어: pače), 칼레 파체(페르시아어: کله‌پاچه), 켈레 파차(튀르키예어: kelle paça) 등으로도 부른다.
하시를 만들 때는 소고기 다리를 재료로 한다. 그리고 돼지, 면양, 치킨 다리를 사용할 수도 있다. 고기 일부를 잘 씻은 후에 사용한다. 마늘, 소금, 푸성귀를 하시와 같이 먹는다.

## 만들기
깨끗하게 씻은 쇠족(소의 발), 쇠머리와 마늘, 소금 등을 넣어 예닐곱 시간 이상 푹 끓여 만든다. 쇠족 대신 양의 발이나 족발(돼지의 발)을 쓰기도 한다.

## 같이 보기
- 스말라호베